# Serge Nicolas
 (août 2022).
Pour les articles homonymes, voir Nicolas.
Serge Nicolas est psychologue et professeur de psychologie à l'Institut de psychologie de Paris-Cité depuis 2003. Il est rédacteur en chef de la revue L'Année psychologique.

## Carrière
Serge Nicolas obtient son doctorat en psychologie en 1992, avec une thèse intitulée La Mémoire et ses manifestations : de son expression implicite à son actualisation explicite (sous la direction de Guy Tiberghien) et est nommé maître de conférences la même année[réf. souhaitée] à l'université de Paris,. Il est nommé professeur en 2003[réf. souhaitée], et obtient un second doctorat en philosophie en 2007 à l'université Paris-VIII, avec une thèse intitulée La philosophie académique en France de la Révolution à la Restauration (1789-1830) : histoire de la fondation d’une politique de la philosophie fondée sur la psychologie (sous la direction de Patrice Vermeren).
Il est actuellement[Quand ?] membre du Laboratoire Mémoire et Cognition de l'Institut de psychologie de l'université de Paris,.

## Publications
- Histoire de la psychologie, Dunod, 2001[4]
- La mémoire, Dunod, 2002[5]
- Mémoire et conscience, Armand Colin, 2003
- La Psychologie cognitive, Armand Colin, 2003
- La psychologie de Théodore Jouffroy, L’Harmattan, 2003[6]
- Les maladies de la mémoire, In Press, 2007
- Histoire de la psychologie scientifique, De Boeck, 2008
- Introduction à la psychologie cognitive, In Press, 2009
- Études d'histoire de la psychologie, L'Harmattan, 2009